# Gageron

Gageron est un hameau de la commune d'Arles, dans les Bouches-du-Rhône.

## Géographie
Ce hameau de la commune d'Arles est situé à 14 km au sud-ouest de son agglomération de rattachement. Il est accessible par la route départementale 36b, reliant Arles aux Salin-de-Giraud, via l'étang de Vaccarès.

## Vie locale

### Démographie
Le hameau de Gageron, avec le lieu-dit de Villeneuve (en bordure de l'étang de Vaccarès) compte 660 habitants.

### Économie
L'économie du hameau est essentiellement tournée vers l'agriculture et l'élevage.

### Éducation

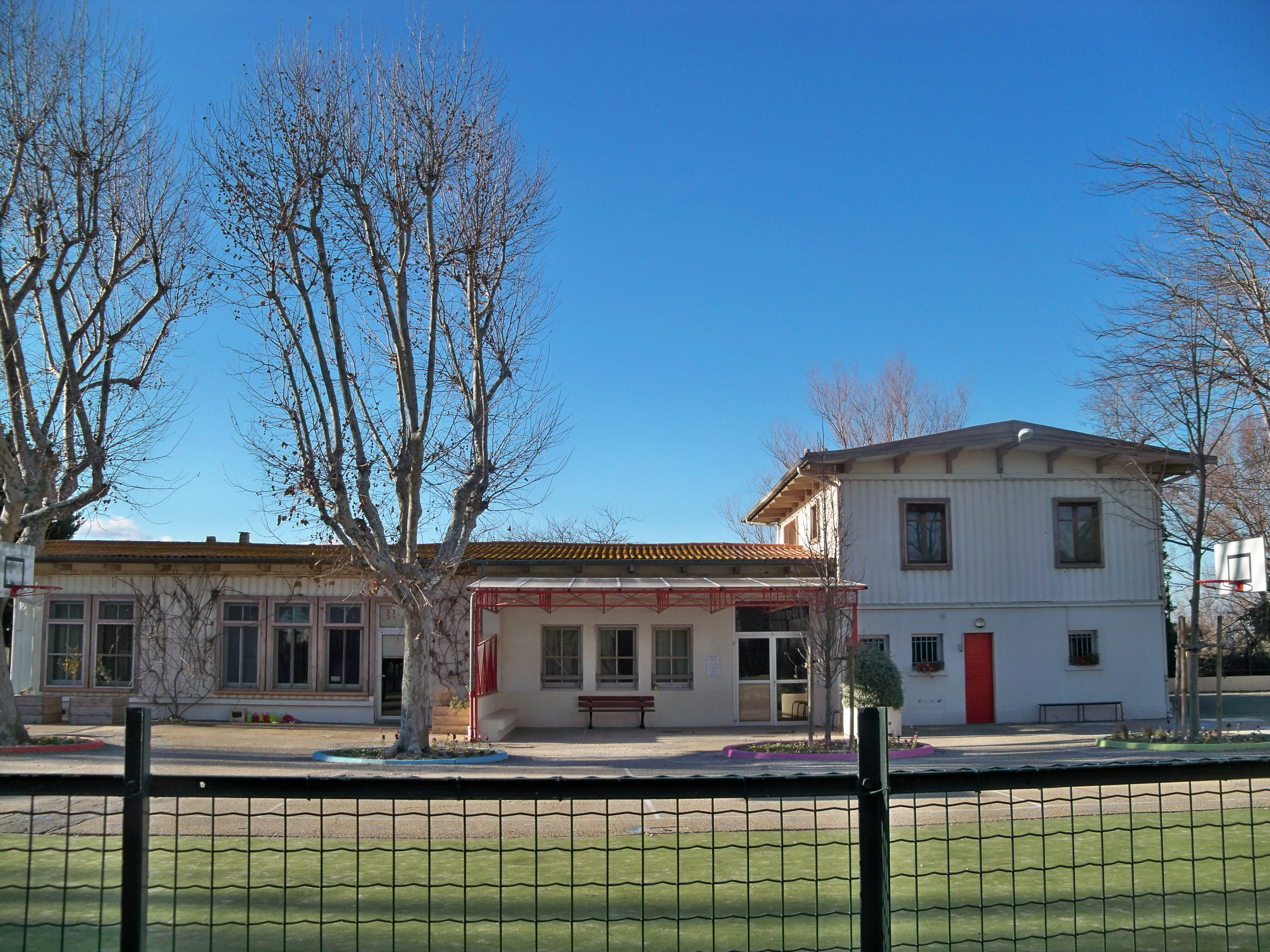
Groupe scolaire de Gageron

Le groupe scolaire de Gageron (code éducation nationale 0130332R) compte 1 classe de maternelle et CP (5 niveaux), et 1 classe de CE-CM (4 niveaux) . En septembre 2011, il compte 28 élèves. Pour l'année scolaire 2019-2020, l'école accueille 32 élèves (dont 2 élèves de moins de 3 ans qui ne sont apparemment pas officiellement comptabilisés).

### Transports publics
Le hameau est desservi par la ligne de bus A10, reliant 5 fois par jour, la gare routière d'Arles, au Sambuc et à Salin de Giraud.

## Lieux et monuments
- Église Saint-Joseph : cette église du XIXe siècle est composée d'une nef de quatre voûtes. Les vitraux ont été financés par les ducs de Sabrans[6],[7].
- Ancienne gare de la ligne Arles-Salin de Giraud.
- Tour d'Amphoux